# Asotana magnifica
Asotana magnifica là một loài chân đều trong họ Cymothoidae. Loài này được Thatcher miêu tả khoa học năm 1988.